# Sinagoga de Gotemburgo
A Sinagoga de Gotemburgo (em sueco:  Göteborgs synagoga) é uma sinagoga localizada na rua Stora Nygatan do bairro de Inom Vallgraven, no centro histórico da cidade sueca de Gotemburgo.

Desenhada pelo arquiteto alemão August Krüger, foi inaugurada em 1855.
Tem uma fachada em tijolo amarelado, num estilo típico de Gotemburgo, e combina formas clássicas nórdicas e orientais.
É o templo e a sede da comunidade judaica de Gotemburgo.